# Connomyia indicus
Connomyia indicus là một loài ruồi trong họ Asilidae. Connomyia indicus được Joseph & Parui miêu tả năm 1990. Loài này phân bố ở miền Ấn Độ - Mã Lai.